# Ernestine Mbakou
Ernestine Mbakou est une écrivaine camerounaise née à Douala, elle est auteure d'une dizaine d'ouvrages.

## Biographie

### Enfance et débuts
Passionnée de lecture et d’écriture, Ernestine Mbakou se tourne pourtant vers des études scientifiques à l’université catholique de Bamenda où elle obtient un master in Health Economics policy and management. en 2018 elle sort son tout premier roman qu'elle dédicace à l'institut français du Cameroun à Douala. Etablie du côté de Bafoussam elle travaille à l’hôpital régional dans l’attente de la validation d’un PHD en santé publique.